# Jaszczurówka (Zakopane)
Jaszczurówka – część Zakopanego położona w jego wschodniej części przy drodze Oswalda Balzera do Łysej Polany i Morskiego Oka, ok. 4 km od centrum miasta.
Nazwa pochodzi od żyjących w rejonie wypływu cieplicy salamander plamistych nazywanych przez górali „jaszczurami”.
Jaszczurówka położona jest przy wylocie Doliny Olczyskiej, do której prowadzi zielony szlak turystyczny. Powstała w połowie XIX wieku dzięki naturalnym cieplicom o temperaturze ok. 20,5 °C, odkrytym w 1839 r. przez Ludwika Zejsznera. Przed włączeniem do Zakopanego Jaszczurówka należała do dóbr Poronina.
Analizę chemiczną wód termalnych Jaszczurówki przeprowadził w 1861 r. krakowski chemik Adolf Aleksandrowicz. Pierwszy basen wybudował w Jaszczurówce w latach 1861–1862 Adam Uznański, kolejne dwa powstały do 1891 r. W 1883 r. korzystał z nich Henryk Sienkiewicz. Temperatura cieplic spadła do ok. 18,5 °C w 1957 r. po działaniach wiertniczych, które doprowadziły do połączenia źródeł termalnych z wodami Olczyskiego Potoku. Dziś kąpieliska są zamknięte, a ich tereny zostały wykupione od miasta przez Tatrzański Park Narodowy, który tworzy na ich terenie ośrodek edukacyjny.

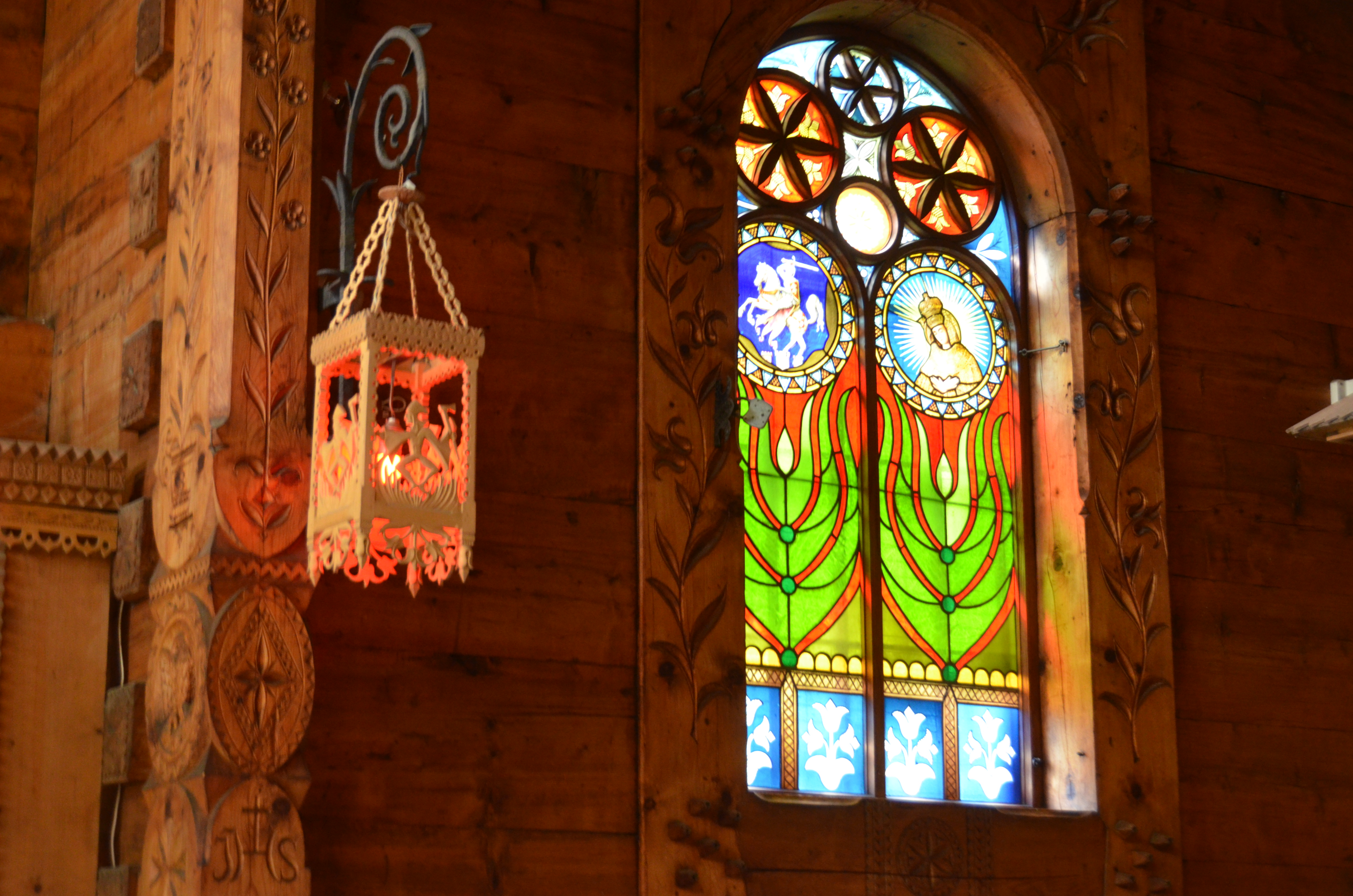
Witraż w Kaplicy Najświętszego Serca Jezusa w Jaszczurówce

W Jaszczurówce przy drodze Oswalda Balzera stoi kaplica pw. Najświętszego Serca Jezusa, jedno z klasycznych dzieł stylu zakopiańskiego, zaprojektowana przez Stanisława Witkiewicza, zbudowana w latach 1905–1907. W tej dzielnicy znajdują się też: tartak, domy wczasowe, pensjonaty, pole namiotowe i dom sióstr urszulanek.
W okresie międzywojennym w miejscowości stacjonowała placówka Straży Granicznej I linii „Jaszczurówka”. Od początku XX wieku działał w Jaszczurówce nowoczesny tartak z dwiema turbinami Francisa wraz ze stolarnią i gonciarnią. Rozbudował go okupant niemiecki (Hobag-Holzbaugesellschaft) na potrzeby produkcji dla Wehrmachtu. Został rozebrany w 1946. 

## Szlaki turystyczne
– zielony z Jaszczurówki Doliną Olczyską na Olczyską Polanę, skąd dalej na Wielki Kopieniec i Toporową Cyrhlę. Czas przejścia na Olczysko: 40 min, ↓ 35 min